# Jemca
Jemca (rusky Емца) je řeka v Archangelské oblasti v Rusku. Je dlouhá 188 km. Povodí řeky je 14 100 km².

## Průběh toku
Ústí zleva do ramene Repnyj Severní Dviny.

## Vodní režim
Zdrojem vody jsou sněhové a dešťové srážky. Průměrný roční průtok vody u vesnice Selco činí přibližně 70 m³/s.

## Využití
Řeka je splavná. Vodní doprava je možná na dolním toku do vzdálenosti přibližně 25 km od ústí.